# Olympische Sommerspiele 1976/Schießen
Bei den XXI. Olympischen Sommerspielen 1976 in Montreal fanden sieben Wettbewerbe im Sportschießen statt. Austragungsort war das Centre de tir olympique in L’Acadie (heute ein Teil von Saint-Jean-sur-Richelieu). Alle Wettbewerbe waren für beide Geschlechter offen und erstmals gewann mit Margaret Murdock eine Frau eine olympische Medaille im Schießen.

## Bilanz

### Medaillenspiegel
| Platz | Land               | Gold | Silber | Bronze | Gesamt |
| ----- | ------------------ | ---- | ------ | ------ | ------ |
| 1     | DDR                | 2    | 2      | –      | 4      |
| 2     | Vereinigte Staaten | 2    | 1      | –      | 3      |
| 3     | BR Deutschland     | 1    | 1      | 1      | 3      |
| 3     | Sowjetunion        | 1    | 1      | 1      | 3      |
| 5     | Tschechoslowakei   | 1    | –      | –      | 1      |
| 6     | Niederlande        | –    | 1      | –      | 1      |
| 6     | Portugal           | –    | 1      | –      | 1      |
| 8     | Italien            | –    | –      | 2      | 2      |
| 8     | Polen              | –    | –      | 2      | 2      |
| 10    | Österreich         | –    | –      | 1      | 1      |

### Medaillengewinner
| Konkurrenz                           | Gold               | Silber               | Bronze                |
| ------------------------------------ | ------------------ | -------------------- | --------------------- |
| Kleinkaliber Dreistellungskampf 50 m | Lanny Bassham      | Margaret Murdock     | Werner Seibold        |
| Kleinkaliber liegend 50 m            | Karlheinz Smieszek | Ulrich Lind          | Gennadi Luschtschikow |
| Laufende Scheibe 50 m                | Aljaksandr Hasau   | Aljaksandr Kedsjarau | Jerzy Greszkiewicz    |
| Freie Pistole 50 m                   | Uwe Potteck        | Harald Vollmar       | Rudolf Dollinger      |
| Schnellfeuerpistole 25 m             | Norbert Klaar      | Jürgen Wiefel        | Roberto Ferraris      |
| Skeet                                | Josef Panáček      | Eric Swinkels        | Wiesław Gawlikowski   |
| Trap                                 | Donald Haldeman    | Armando Marques      | Ubaldesco Baldi       |

## Ergebnisse

### Kleinkaliber Dreistellungskampf 50 m

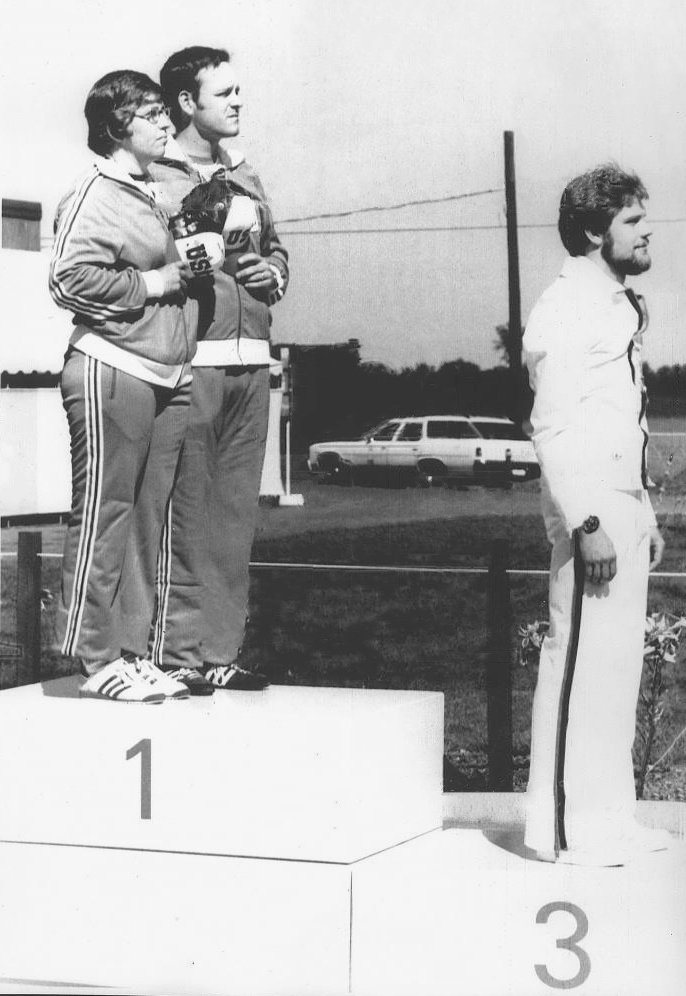
V. l. n. r.: Murdock, Bassham, Seibold

| Platz | Land | Sportler             | Punkte |
| ----- | ---- | -------------------- | ------ |
| 1     | USA  | Lanny Bassham        | 1162   |
| 2     | USA  | Margaret Murdock     | 1162   |
| 3     | FRG  | Werner Seibold       | 1160   |
| 4     | YUG  | Srećko Pejović       | 1156   |
| 5     | SWE  | Sven Johansson       | 1152   |
| 6     | PRK  | Ri Ho-jun            | 1152   |
| 7     | YUG  | Zdravko Milutinović  | 1152   |
| 8     | URS  | Alexander Mitrofanow | 1151   |
| 9     | GDR  | Bernd Hartstein      | 1151   |
| 10    | FRG  | Gottfried Kustermann | 1151   |
|       |      |                      |        |
| 32    | SUI  | Charles Jermann      | 1130   |
| 32    | GDR  | Marlies Kanthak      | 1130   |
| 38    | SUI  | Max Hürzeler         | 1128   |
| 40    | AUT  | Wolfram Waibel sr.   | 1123   |
| 42    | AUT  | Gerhard Krimbacher   | 1117   |

Datum: 21. Juli 1976 

57 Teilnehmer aus 34 Ländern

### Kleinkaliber liegend 50 m
| Platz | Land | Sportler              | Punkte |
| ----- | ---- | --------------------- | ------ |
| 1     | FRG  | Karlheinz Smieszek    | 599    |
| 2     | FRG  | Ulrich Lind           | 597    |
| 3     | URS  | Gennadi Luschtschikow | 595    |
| 4     | SUI  | Anton Müller          | 595    |
| 5     | ITA  | Walter Frescura       | 594    |
| 6     | CAN  | Arne Sorensen         | 593    |
| 7     | DEN  | Henning Clausen       | 593    |
| 8     | YUG  | Desanka Pešut         | 592    |
|       |      |                       |        |
| 12    | AUT  | Gerhard Krimbacher    | 591    |
| 20    | AUT  | Wolfram Waibel sr.    | 590    |
| 37    | GDR  | Peter Gorewski        | 587    |
| 51    | GDR  | Marlies Kanthak       | 584    |

Datum: 19. Juli 1976 

78 Teilnehmer aus 45 Ländern

### Laufende Scheibe 50 m
| Platz | Land | Sportler                  | Punkte |
| ----- | ---- | ------------------------- | ------ |
| 1     | URS  | Aljaksandr Hasau          | 579    |
| 2     | URS  | Aljaksandr Kedsjarau      | 576    |
| 3     | POL  | Jerzy Greszkiewicz        | 571    |
| 4     | GDR  | Thomas Pfeffer            | 571    |
| 5     | FRG  | Wolfgang Hamberger        | 567    |
| 6     | COL  | Helmut Bellingrodt        | 567    |
| 7     | SWE  | Karl-Axel Karlsson        | 565    |
| 8     | USA  | Louis Theimer             | 564    |
|       |      |                           |        |
| 11    | FRG  | Christoph-Michael Zeisner | 561    |

Datum: 22. und 23. Juli 1976 

27 Teilnehmer aus 16 Ländern

### Freie Pistole 50 m
| Platz | Land | Sportler         | Punkte |
| ----- | ---- | ---------------- | ------ |
| 1     | GDR  | Uwe Potteck      | 573    |
| 2     | GDR  | Harald Vollmar   | 567    |
| 3     | AUT  | Rudolf Dollinger | 562    |
| 4     | FRG  | Heinz Mertel     | 560    |
| 5     | SWE  | Ragnar Skanåker  | 559    |
| 6     | ITA  | Vincenzo Tondo   | 559    |
| 7     | URS  | Grigori Kossych  | 559    |
| 8     | BUL  | Dentscho Denew   | 567    |
|       |      |                  |        |
| 18    | SUI  | Roman Burkard    | 550    |
| 24    | FRG  | Gerhard Beyer    | 547    |
| 30    | AUT  | Hubert Garschall | 543    |

Datum: 18. Juli 1976 

47 Teilnehmer aus 31 Ländern

### Schnellfeuerpistole 25 m
| Platz | Land | Sportler          | Punkte |
| ----- | ---- | ----------------- | ------ |
| 1     | GDR  | Norbert Klaar     | 597    |
| 2     | GDR  | Jürgen Wiefel     | 596    |
| 3     | ITA  | Roberto Ferraris  | 595    |
| 4     | URS  | Afanasijs Kuzmins | 595    |
| 5     | ROM  | Corneliu Ion      | 595    |
| 6     | FRG  | Erwin Glock       | 594    |
| 7     | AUT  | Gerhard Petritsch | 594    |
| 8     | ROM  | Marin Stan        | 594    |
| 9     | FRG  | Werner Beier      | 593    |
| 10    | SUI  | Paul Buser        | 592    |
|       |      |                   |        |
| 48    | LUX  | Michel Braun      | 445    |

Datum: 22. und 23. Juli 1976 

48 Teilnehmer aus 30 Ländern

### Skeet
| Platz | Land | Sportler                | Punkte |
| ----- | ---- | ----------------------- | ------ |
| 1     | TCH  | Josef Panáček           | 198    |
| 2     | NED  | Eric Swinkels           | 198    |
| 3     | POL  | Wiesław Gawlikowski     | 196    |
| 4     | GDR  | Klaus Reschke           | 196    |
| 5     | AUT  | Franz Schitzhofer       | 195    |
| 6     | GUA  | Edgardo Zachrisson      | 194    |
| 7     | ESP  | Juan Ávalos             | 194    |
| 8     | FRA  | Jean-François Petitpied | 194    |
| 9     | FRG  | Claus Koch              | 194    |
|       |      |                         |        |
| 26    | GDR  | Dieter Monien           | 190    |
| 50    | FRG  | Ernst Drexler           | 181    |

Datum: 22. bis 24. Juli 1976 

68 Teilnehmer aus 39 Ländern

### Trap
| Platz | Land | Sportler              | Punkte |
| ----- | ---- | --------------------- | ------ |
| 1     | USA  | Donald Haldeman       | 190    |
| 2     | POR  | Armando Marques       | 189    |
| 3     | ITA  | Ubaldesco Baldi       | 189    |
| 4     | GDR  | Burckhardt Hoppe      | 186    |
| 5     | URS  | Alexander Androschkin | 185    |
| 6     | POL  | Adam Smelczyński      | 183    |
| 7     | CAN  | John Primrose         | 183    |
| 8     | FRA  | Bernard Blondeau      | 182    |
|       |      |                       |        |
| 16    | AUT  | Josef Meixner         | 178    |
| 25    | AUT  | Nikolaus Reinprecht   | 173    |

Datum: 18. bis 20. Juli 1976 

44 Teilnehmer aus 30 Ländern